# تاریخ/ارواح
تاریخ/ارواح (به انگلیسی: HIStory/Ghosts) نام دو تک‌آهنگ است که توسط مایکل جکسون، هنرمند مشهور آمریکایی نوشته شده‌است. این دو تک آهنگ در سال ۱۹۹۷بر روی آلبوم خون روی زمین رقص منتشر شدند.

## تاریخ
در ترانهٔ «تاریخ» یا «داستان او» (به انگلیسی: HIStory) صداهای افرادی همانند محمدعلی کلی، مالکوم ایکس و مارتین لوتر کینگ جونیور (رویایی دارم) وجود دارد.